# Suhoj Su-7
Suhoj Su-7 (NATO oznaka: Fitter-A) je bil enomotorni reaktivni nadzvočni lovski bombnik, ki so ga zasnovali v Sovjetski zvezi v 1950ih. Sprva je bil zasnovan kot taktični nizkovišinski lovec za letalske dvoboje, vendar ni bil posebno uspešen. Kasneje se je uveljavil kot jurišnik in lovski bombnik. Su-7 je bil trdoživ in preprost, vendar je pa imel kratek doseg in majhen bojni tovor.
Poganjal ga je reaktivni motor z dodatnim zgorevanjem Ljulka AL-7. Največja hitrost na višini je bila 2150 km/h. Na podlagi Su-7 so razvili bolj zmogljivega Suhoj Su-17.

## Specifikacije (Su-7BKL)
Podatki iz Green,
Splošne karakteristike
- Posadka: 1
- Dolžina: 16,80 m (55 ft 1 in)
- Razpon kril: 9,31 m (30 ft 7 in)
- Višina: 4,99 m (16 ft 4 in)
- Površina kril: 34 m² (366 ft²)
- Teža praznega letala: 8937 kg (lb)
- Naložena teža: 13570 kg (29915)
- Maks. vzletna teža: 15210 kg (33530 lb)
- Pogon letala: 1 × Ljulka AL-7F-1 Turboreaktivni motor z dodatnim zgorevanjem
  - Potisk motorjev (suh): 66,6 kN (14980 lbf)
  - Potisk motorjev z dodatnim zgorevanjem: 94,1 kN (22150 lbf)
- *Kapaciteta goriva: 3220 kg (7100 lb)

 Zmogljivost 
- Maks. hitrost: 1150 km/h (620 vozlov, 715 mph, Mach 0,94) na nivoju morja; 2150 km/h (1160 vozlov, 1335 mph) na višini
- Doseg: 1650 km (890 nmi, 1025 milj)
- Višina leta: 17600 m (57740 ft)
- Hitrost vzpenjanja: 160 m/s (31500 ft/min)
- Obremenitev kril: 434,8 kg/m² (89,05 lb/ft²)
- Razmerje potisk/teža: 0,71
- Vzletna razdalja: 950 m (3120 ft)
- Pristajalna razdalja: 700 m (2300 ft)

Oborožitev

- 2 × 30 mm Nudelman-Rihter NR-30 top, vsak z 80 naboji
- Do 2000 kg (4410 lb) bomb ali rezervoarjev, možna tudi uporaba taktične jedrske bombe